# Gaius Acilius Priscus
Gaius Acilius Priscus war ein im 2. Jahrhundert n. Chr. lebender römischer Politiker.
Durch ein Militärdiplom, das auf den 9. Dezember 132 datiert ist, ist belegt, dass Priscus 132 zusammen mit Aulus Cassius Arrianus Suffektkonsul war.